# OHSU Fogorvosi Intézet

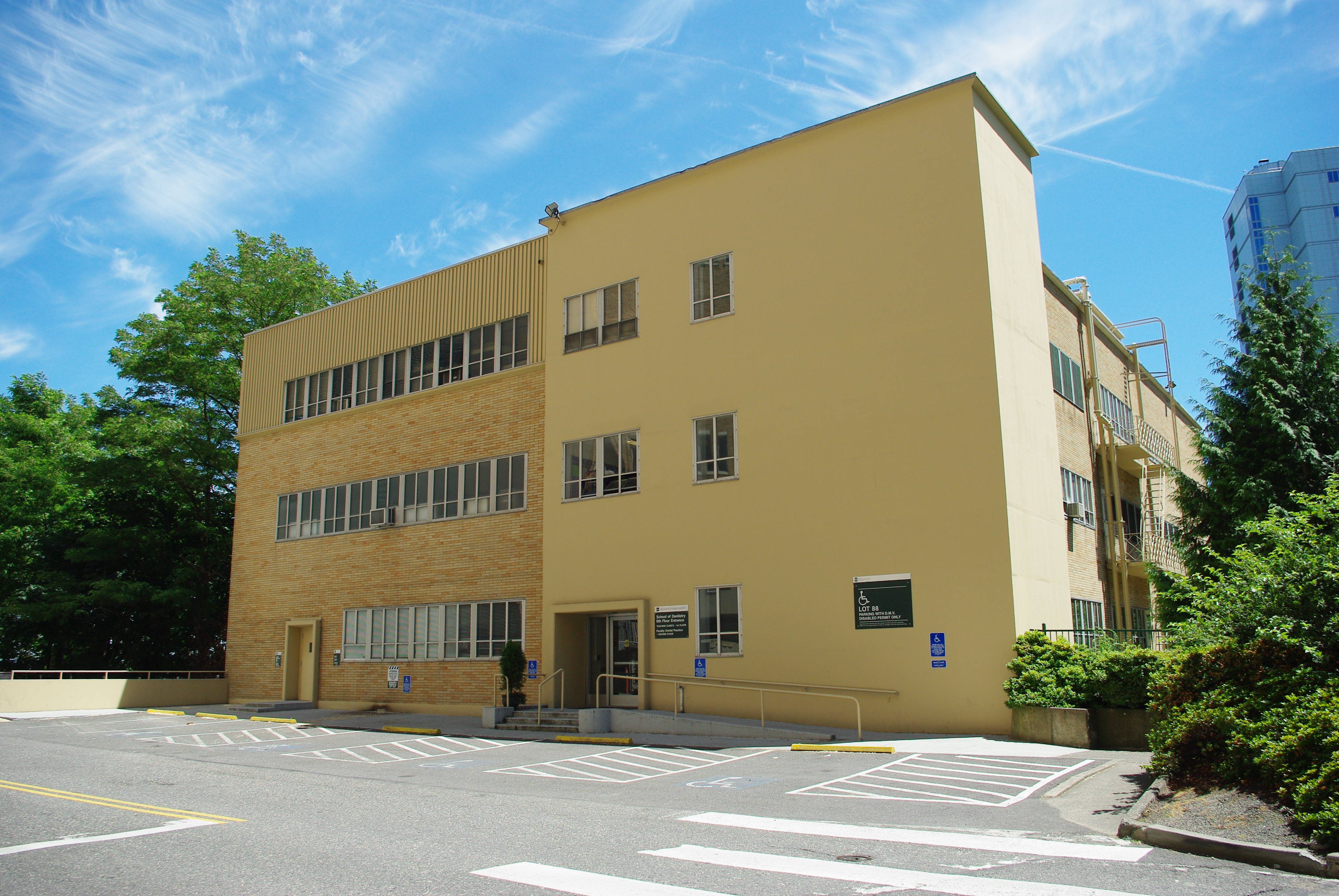
Az intézet korábbi épülete

Az Oregoni Egészségtudományi Egyetem Fogorvosi Intézete az Amerikai Egyesült Államok Oregon államának egyetlen fogorvosi iskolája.
Az intézményt az Amerikai Fogorvosok Szövetsége akkreditálta.

## Története
Az intézet 1899-ben jött létre, amikor az Oregoni Fogorvosi Főiskola és a Tacomai Szájsebészeti Főiskola egyesült. Miután az új intézmény felvette az Északi-csendes-óceáni Főiskola nevet, 1945-ben az Oregoni Egyetem Orvosi Intézetébe olvadt. Az összevonás után az állami fogorvosok szövetsége keresetet nyújtott be a felsőoktatási bizottság ellen annak megállapítására, hogy az új intézmény az állami egyetemhálózat vagy az Oregoni Egyetem része-e. A Legfelsőbb Bíróság 1954-es döntése alapján a főiskola az egyetemhálózathoz tartozik.
Dékánja 2013 áprilisától Phillip T. Marucha. 2014-ben a South Waterfront-i campusra költöztették.

## Szervezeti egységek
- Közösségi Fogászati Tanszék
- Endodontiai Tanszék
- Integratív Biotudományok Tanszék
- Száj-, állcsont- és állkapocssebészeti osztály
- Fogszabályozási Tanszék
- Patológiai és Radiológiai Tanszék
- Gyermekfogászati Tanszék
- Parodontológiai Tanszék
- Helyreállító Fogászati Osztály

## Fordítás
- Ez a szócikk részben vagy egészben  az   Oregon Health & Science University School of Dentistry című angol Wikipédia-szócikk ezen változatának fordításán alapul.  Az eredeti cikk szerkesztőit annak laptörténete sorolja fel. Ez a jelzés csupán a megfogalmazás eredetét és a szerzői jogokat jelzi, nem szolgál a cikkben szereplő információk forrásmegjelöléseként.